# Palluau
Palluau – miejscowość i gmina we Francji, w regionie Kraj Loary, w departamencie Wandea.
Według danych na rok 1999 gminę zamieszkiwało 659 osób, a gęstość zaludnienia wynosiła 88 osób/km² (wśród 1504 gmin Kraju Loary Palluau plasuje się na 773. miejscu pod względem liczby ludności, natomiast pod względem powierzchni na miejscu 1110.).